# 겐나디 코르반
겐나디 블라디미로비치 코르반(러시아어: Генна́дий Влади́мирович Ко́рбан, 1949년 2월 9일~)은 소련과 러시아의 레슬링 선수, 지도자이다. 1980년 하계 올림픽 그레코로만형 미들급에서 금메달을 획득했으며, 세계 선수권 대회와 유럽 선수권 대회에서 2회 우승했다.
은퇴 후 1991년 독일로 건너가 코치 생활을 했으며, 현재 계속 독일에 거주하고 있다.